# SFXN5
SFXN5 (англ. Sideroflexin 5) – білок, який кодується однойменним геном, розташованим у людей на 2-й хромосомі. Довжина поліпептидного ланцюга білка становить 340 амінокислот, а молекулярна маса — 37 124.
| 10         |  | 20         |  | 30         |  | 40         |  | 50         |
| ---------- |  | ---------- |  | ---------- |  | ---------- |  | ---------- |
| MADTATTASA |  | AAASAASASS |  | DAPPFQLGKP |  | RFQQTSFYGR |  | FRHFLDIIDP |
| RTLFVTERRL |  | REAVQLLEDY |  | KHGTLRPGVT |  | NEQLWSAQKI |  | KQAILHPDTN |
| EKIFMPFRMS |  | GYIPFGTPIV |  | VGLLLPNQTL |  | ASTVFWQWLN |  | QSHNACVNYA |
| NRNATKPSPA |  | SKFIQGYLGA |  | VISAVSIAVG |  | LNVLVQKANK |  | FTPATRLLIQ |
| RFVPFPAVAS |  | ANICNVVLMR |  | YGELEEGIDV |  | LDSDGNLVGS |  | SKIAARHALL |
| ETALTRVVLP |  | MPILVLPPIV |  | MSMLEKTALL |  | QARPRLLLPV |  | QSLVCLAAFG |
| LALPLAISLF |  | PQMSEIETSQ |  | LEPEIAQATS |  | SRTVVYNKGL |  |            |

A: Аланін

C: Цистеїн

D: Аспарагінова кислота

E: Глутамінова кислота

F: Фенілаланін

G: Гліцин

H: Гістидин

I: Ізолейцин

K: Лізин

L: Лейцин

M: Метіонін

N: Аспарагін

P: Пролін

Q: Глутамін

R: Аргінін

S: Серин

T: Треонін

V: Валін

W: Триптофан

Задіяний у таких біологічних процесах, як транспорт іонів, транспорт заліза, транспорт. 
Білок має сайт для зв'язування з іоном заліза. 
Локалізований у мембрані, мітохондрії.